# David Schweikert
David S. Schweikert ( /ˈʃwaɪkərt/; Los Ángeles; 3 de marzo de 1962) es un político y empresario estadounidense que se desempeña como representante de los Estados Unidos por el 1.er distrito congresional de Arizona desde 2023. Miembro del Partido Republicano, ingresó al Congreso por primera vez en 2011, representando el 5.º distrito hasta la redistribución de distritos de 2013. Representó al 6.º distrito entre 2013 y 2023.
Sirvió dos mandatos en la Cámara de Representantes de Arizona (1991-1994), presidió la Junta Estatal de Igualación (1995-2004) y fue el tesorero del condado de Maricopa (2004.2007). Se postuló para la Cámara de Representantes de Estados Unidos dos veces: en 1994 (perdiendo las primarias ante JD Hayworth) y en 2008 (perdiendo la elección general ante el titular Harry Mitchell) antes de ser elegido en 2010.

## Biografía

### Primeros años y educación
Nació en Los Ángeles, California, hijo de una adolescente soltera, Mary Lynn Sheridan. Según Schweikert, Sheridan había considerado abortar, pero optó por darlo en adopción. Creció en Scottsdale con sus padres adoptivos y dos hermanos. Se graduó de la Escuela Secundaria Saguaro en 1980, luego obtuvo una licenciatura en Ciencias en Finanzas y Bienes Raíces en 1985 y una maestría en Administración de Empresas en la Escuela de Negocios WP Carey de la Universidad estatal de Arizona.

### Carrera

#### Cámara de Representantes de Arizona (1991-1995)
Fue elegido miembro de la Cámara de Representantes de Arizona por el distrito 28 en 1990 y reelegido en 1992. Representó a Fountain Hills y parte de Scottsdale. Llegó a raíz del escándalo AzScam, y fue presidente de un comité como estudiante de primer año y líder adjunto de los republicanos en su segundo mandato.

#### Política local (1995-2007)
Fue nombrado presidente de la Junta de Igualación del estado de Arizona, un trabajo de tiempo completo, donde se desempeñó desde 1995 hasta 2003. Como presidente, fue responsable de supervisar miles de millones de dólares en valuaciones y protestas fiscales de ciudadanos y empresas de Arizona.
Fue nombrado subtesorero jefe del condado de Maricopa en 2004 y elegido tesorero el mismo año. Renunció en 2007 para postularse nuevamente para el Congreso.

### Cámara de Representantes de Estados Unidos
Se unió a los representantes Andy Biggs y Paul Gosar para votar en contra de la Ley de Asignaciones Consolidadas de 2021. Lo llamó "uno de los votos más difíciles que he tenido que hacer". Si bien el proyecto de ley incluía algunos componentes que él ayudó a redactar, votó en contra debido al tiempo limitado para leer el proyecto de ley en su totalidad.
En 2018, el Comité de Ética de la Cámara de Representantes de los Estados Unidos inició una investigación en contra de Schweikert y su jefe de personal, Oliver Schwab, por malversación de fondos. El 30 de julio de 2020, admitió 11 cargos de violación y aceptó una reprimenda oficial de la Cámara y una multa de $ 50 000. El comité encontró préstamos y contribuciones de campaña no revelados; uso indebido de contribuciones de campaña para uso personal; gastos indebidos de su oficina; y presionar al personal para que haga trabajo político. El Comité de Ética de la Cámara también lo culpó por tácticas evasivas, engañosas y dilatorias que lo ayudaron a eludir violaciones más graves.  El informe expuso una "cantidad sorprendentemente considerable de mala conducta durante un período de siete años". Schweikert dijo que estos fueron errores involuntarios, pero el comité informó que "el peso de la evidencia" no respaldaba su afirmación.
El 6 de enero de 2021, estaba en el Capitolio para certificar los votos del Colegio Electoral cuando el este fue asaltado. Él y su personal se refugiaron en el lugar mientras los alborotadores atacaban el Capitolio. No se opuso a contar los votos de Arizona, pero sí se opuso a contar los de Pensilvania. Tras la toma del Capitolio, votó en contra de la segunda acusación de Trump por su papel en la incitación al ataque. En marzo de 2021, votó en contra de la Ley del Plan de Rescate Estadounidense de 2021.
Hasta agosto de 2022, había votado de acuerdo con la posición declarada de Joe Biden el 11 % de las veces.